# Kdo je napravil Vidku srajčico
Kdo je napravil Vidku srajčico je slovenska pravljica, ki jo je napisal Fran Levstik. Inačico pravljice Kdo je napravil Vidku srajčico je napisal Boris A. Novak. Pravljica je izšla v zbirki Čarobne pravljice.

## Vsebina
Videk je bil 4-leten deček. Živel je v revni družini in je imel 6 bratov in sester. Ker je njihova mama morala ves dan delati na polju, jim ni mogla sešiti novih srajčic. Tako je Videk, kot najmlajši, vedno zadnji dobil srajčico, ki pa je bila najbolj ponošena. Nekega dne se mu je srajčica strgala in zelo si je želel imeti novo srajčico. Na pol nag je odšel v gozd, kjer je srečal jagnje. To mu je dalo nekaj volne. Nato je šel Videk mimo trnovega grma, ta pa mu je volno izmikal. Na poti pa je srečal pajka, ki mu je osmukal in stkal tkanino. Nato mu je rak tkanino prikrojil. Na koncu pa mu je ptiček iz kosov sešil srajčico. Videk si je srajčico takoj nadel in odhitel domov. Doma so mu bratje in sestre zavidali, ker je imel tako mehko in belo srajčico.

## Interpretacija
Glavna oseba je Videk, ki je dobrosrčen, prijazen, rad ima živali in rastline. 
Pajek in ptiček se pojavita na začetku in na koncu pravljice. Na začetku, ko sta v stiski zanju poskrbi Videk, kar se mu na koncu dobro obrestuje, saj mu pajek in ptiček priskočita na pomoč ter mu pomagata do nove srajčice.
- Književna oseba: Videk
- Književni čas: poletje
- Književno dogajanje: gozd
- Motivi: gozd, živali, rastline, nova srajčica...

SEZNAM IZDAJ:                                                      
- Fran Levstik, Kdo je napravil Vidku srajčico, Zlata slikanica, Mladinska knjiga,[Ljubljana, 1979.
- Fran Levstik, Kdo je napravil Vidku srajčico, Cicibanov vrtiljak, Mladinska knjiga, Ljubljana, 1999.
- Fran Levstik, Kdo je napravil Vidku srajčico, Cicibanova knjižnica, 1965.
- Fran Levstik]], Kdo je napravil Vidku srajčico, Ciciban Zakladi otroštva, 2008.
- Boris A. Novak, Kdo je napravil Vidku srajčico, Stotisočnoga in druge igre (Kdo je napravil Vidku srajčico), Mladinska knjiga, Ljubljana, 1995.
- Vesna Milek, Kdo je napravil Vidku srajčico?, posodobljena izdaja Login5 Aphrodite Limited, Pissouri Cyprus, 2021.[1]

Lutkovne priredbe:
- Kdo je napravil Vidku srajčico, Boris A. Novak, Otroška gledališka skupina KKD Vogrče, 2006.
- Kdo je napravil Vidku srajčico, Boris A. Novak, Zbirka Čarobne pravljice, priredba za otroško gledališče.
- Lutkovna predstava: Kdo je napravil Vidku srajčico, Fran Levstik - Eka Vogelnik, Lutkovno gledališče Ljubljana.

Zvočni primeri:
- CD: Boris A. Novak, Zvočni posnetek (radijska igra za otroke), Ljubljana, RTV Slovenija.
- CD: dramska priredba besedila Frana Levstika, ki ga je ustvaril Boris A. Novak.